# تفنگ‌های بزرگ
تفنگ‌های بزرگ (انگلیسی: Great Guns) فیلمی در ژانر کمدی و زوج هنری به کارگردانی مانتی بنکس است که در سال ۱۹۴۱ منتشر شد.

## بازیگران
- استن لورل
- اولیور هاردی
- شیلا رایان
- ادموند مک‌دانلد
- چارلز تروبریج
- لودویگ اشتوسل
- کین ریچموند
- می مارش
- اثل گریفیس
- پل هاروی
- چارلز آرنت
- پیر واتکین
- راسل هیکس
- اروینگ بیکن
- هارولد گودوین